# Grand Prix de l’UCI
Der Grand Prix de l’UCI war ein Wettbewerb im Bahnradsport, der für Sprinter veranstaltet wurde. Der Grand Prix fand in Paris statt.

## Geschichte
Der Grand Prix de l’UCI war nach dem Internationalen Radsportverband Union Cycliste International benannt und wurde auf der Radrennbahn Vélodrome d’Hiver (Vel d’Hiv) in Paris veranstaltet. Er wurde zum ersten Mal 1907 ausgefahren, erster Sieger wurde Walter Rütt aus Deutschland. Von 1927 bis 1934 war der Grand Prix ein Wettbewerb im Zeitfahren über 250 Meter (eine Bahnlänge), ansonsten ein Turnier für Sprinter.
Das Rennen fand für Berufsfahrer statt. In wenigen Jahren gab es auch einen parallelen Wettbewerb für Amateure. 1958 wurde der Grand Prix zum letzten Mal ausgetragen und endete mit dem Sieg von Roger Gaignard. Erfolgreichster Fahrer war mit fünf Siegen Lucien Michard.

## Sieger
- 1907  Walter Rütt
- 1908  Thorvald Ellegaard
- 1909–1920 nicht ausgetragen
- 1921  Ernst Kaufmann
- 1924  Piet Moeskops
- 1926  Lucien Michard
- 1927  Piet Moeskops
- 1928  Avanti Martinetti
- 1929  Lucien Michard
- 1930  Lucien Michard
- 1931  Lucien Faucheux
- 1932  Jef Scherens
- 1933  Lucien Michard
- 1934  Albert Richter
- 1935  Jef Scherens
- 1936  Louis Gérardin
- 1937  Lucien Michard
- 1938  Jef Scherens
- 1939  Italo Astolfi
- 1945–1944 nicht ausgetragen
- 1945  Oscar Plattner
- 1946  Jef Scherens
- 1948  Pierre Iacoponelli
- 1949  Roger Godeau
- 1950  Arie van Vliet
- 1958  Roger Gaignard